# Muñopepe

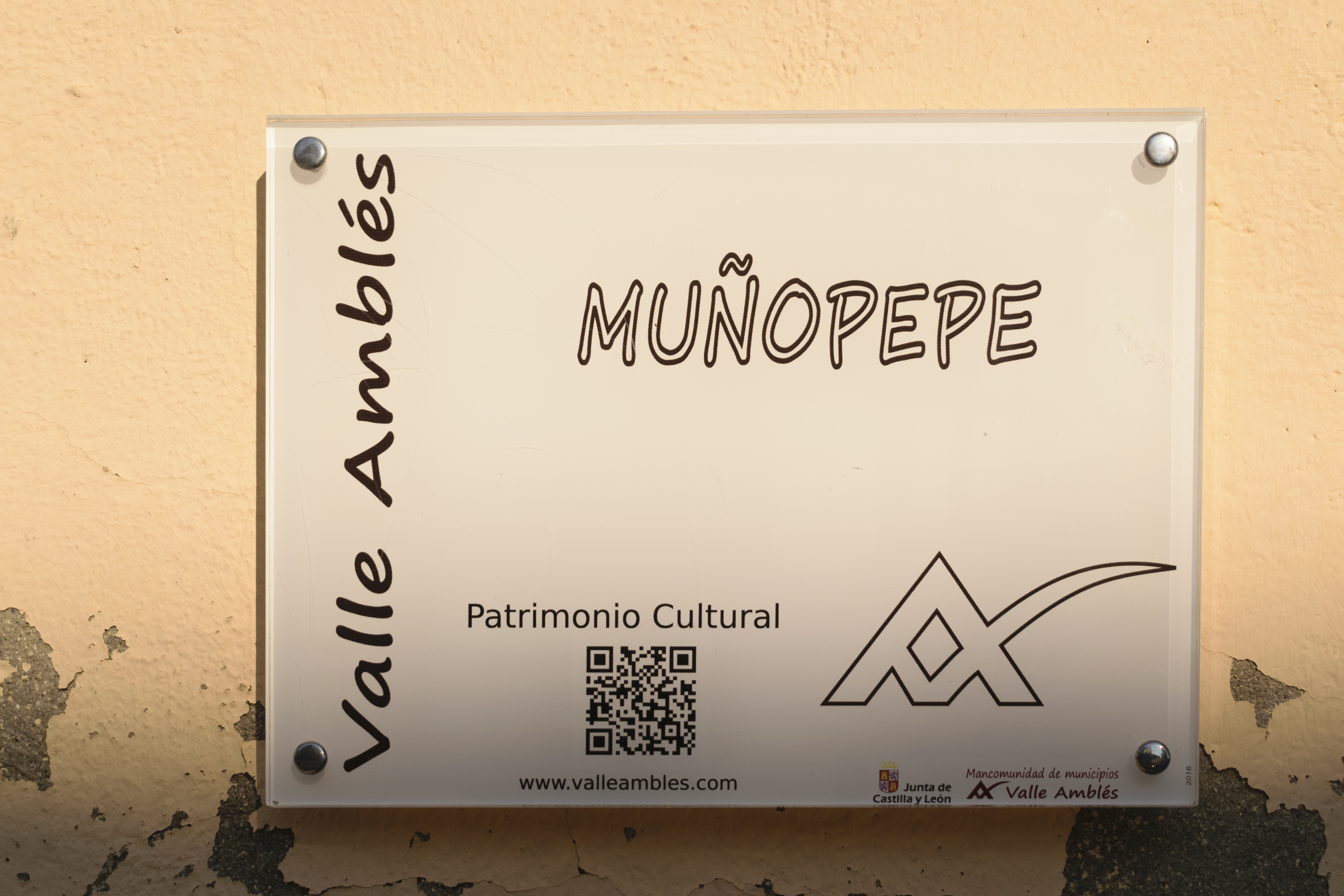
Cartel Valle de Amblés

Muñopepe es un municipio y localidad española de la provincia de Ávila, en la comunidad autónoma de Castilla y León. El término municipal tiene una población de 104 habitantes (INE 2024).

## Geografía
Integrado en la comarca de Ávila (Valle de Amblés), se sitúa a 14 km de la capital provincial. El término municipal está atravesado por la carretera N-110 en el pK 267, además de por carreteras locales que permiten la comunicación con el municipio de Casasola. El relieve está caracterizado por las estribaciones de la sierra de Ávila, por lo que cuenta con una pendiente progresiva entre los 1090 y los 1350 m. El pueblo se alza a 1121 m sobre el nivel del mar. 
| Noroeste: Padiernos | Norte: Casasola | Noreste: Casasola              |
| Oeste: Padiernos    |                 | Este: La Serrada               |
| Suroeste: Padiernos | Sur: Salobral   | Sureste: La Serrada y Salobral |

## Historia
A mediados del siglo XIX el lugar tenía contabilizada una población de 148 habitantes. Aparece descrito en el decimoprimer volumen del Diccionario geográfico-estadístico-histórico de España y sus posesiones de Ultramar de Pascual Madoz de la siguiente manera:

MUÑOPEPE: l. con ayunt. en la prov., part. jud. y dióc. de Avila (2 leg.), aud. terr. de Madrid (18), c. g. de Castilla la Vieja (Valladolid 22). sit. en la falda S. de las sierras de Avila: le combaten los vientos E., S. y O.: su clima es sano y las enfermedades mas comunes calenturas estacionales. Tiene 30 casas inferiores inclusa la de ayunt., 2 fuentes de buenas aguas, de las cuales se utilizan los vecinos para sus usos, y una igl. parr. (San Vicente Mártir) con curato de primer ascenso y provision ordinaria: tiene por anejo á La Serrada: el cementerio está en parage que no ofende la salud pública. Confina el térm. N. Duruelo; E. La Serrada; S. Salobral y O. Padiernos: se estiende 1/4 leg. de N. á S., 1 /2 de E. a O. y 5/4 de circunferencia, y comprende 1,051 obradas de tierra de á 400 estadales de á 15 cuartas castellanas cada uno, entre las que se encuentran 103 de prados de secano de segunda calidad: en el invierno le atraviesa un arroyuelo, cuyas aguas se utilizan para el riego de varios huertecillos y prados: el terreno es llano y de monte, pues ocupa parte del valle de Ambler y de las denominadas sierras de Avila, flojo, pedregoso, de miga y en lo general de secano; cultivándose 42 obradas de primera calidad, 170 de segunda y 315 de tercera. caminos: los que dirigen á los pueblos limítrofes, pasando al S. del l. la carretera que conduce desde Avila á los partidos del Barco y Piedrahita, todos en mal estado: el correo se recibe de la cab. del part. prod.: trigo, cebada, centeno, algarrobas, garbanzos y pastos: mantiene ganado lanar, vacuno, cabrio y de cerda, y cria caza de liebres, conejos y perdices. ind.: la agrícola y algun tejedor de lienzos: el comercio está reducido á la esportacion de lo sobrante, para los mercados de la cap. de prov. é importacion de los artículos de que se carece. pobl.: 35 vec., 148 alm. cap. prod.: 328,250 rs. imp.: 13,130. ind. y fabril: 500. contr.: 2,527 rs. 10 mrs. El presupuesto municipal asciende á 1,271 rs. que se cubren con el producto de propios y reparto vecinal.
(Madoz, 1848, p. 692)

Camilo José Cela en su libro Judíos Moros y Cristianos, narra un viaje que realiza por tierras de Segovia y Ávila, entre 1946 y 1952. Uno de los lugares por los que pasa pasa es Muñopepe.

Frente a Muñopepe, el vagabundo hace su primer alto para repostar. El reposte que, a lomos, carga el vagabundo, ni está repleto, ni huele como la cocina de las bodas. La despensilla del vagabundo a juego con el paisaje, presenta sobrias las inclinaciones y parda la color..... Por el barbecho -¡ay quien fuera lebrel!- salta la liebre, confiadamente y a medio centenar de pasos del camino -¡ay, Dios, el perdiguero!- revuela la perdiz sin apresurarse. Sabe bien la cecina cuando no hay otra cosa, y cuando a la gana la sujeta la necesidad.

El municipio, que tiene cantidad de formaciones graníticas sobre las cuales destaca una, que es La Atalaya, que es un canto muy grande, en cuyo interior hay una cueva, en la cual existen pinturas rupestres. Al lado de La Atalaya están el museo de la fragua y su potro de herrar, los cuales permiten imaginar cómo era el oficio de herrero en el pasado. También destaca El Canto del cuervo, entre otras muchas.

## Demografía
Muñopepe cuenta con una población de 104 habitantes (INE 2024).
| Gráfica de evolución demográfica de Muñopepe entre 1842 y 2021                                                        |
| |
| Población de derecho según los censos de población del INE. Población de hecho según los censos de población del INE. |

## Patrimonio

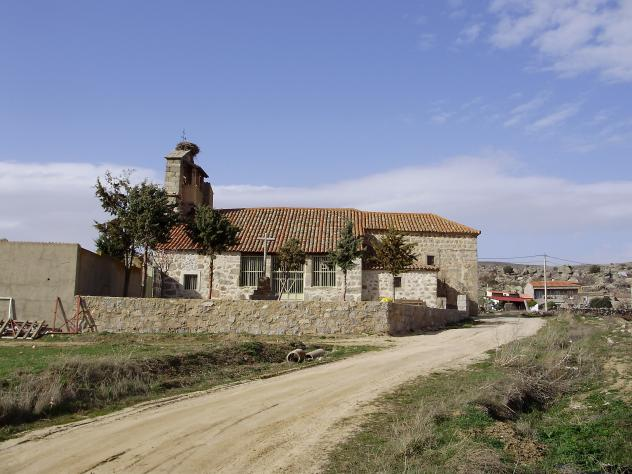
Iglesia de San Vicente

En la localidad hay una iglesia bajo la advocación de San Vicente Mártir.

## Fiestas
Sus fiestas patronales son el 22 de enero San Vicente, siendo el patrón del pueblo, y el 5 de febrero Santa Águeda, también se celebran las fiestas de verano el tercer fin de semana de agosto.